# Мегді Метелла
Мегді Метелла (фр. Mehdy Metella, нар. 17 липня 1992, Каєнна, Французька Гвіана) — французький плавець, срібний призер Олімпійських ігор 2016 року, чемпіон світу.

## Виступи на Олімпійських іграх
| Олімпіада | Дисципліна             | Місце |
| --------- | ---------------------- | ----- |
| Ріо 2016  | 100 м батерфляєм       | 6     |
| Ріо 2016  | 4x100 м вільним стилем | 2     |